# Annie Vivanti
Annie Vivanti (7 avril 1866 à Londres - 20 février 1942 à Turin) est une écrivaine italienne d'origine britannique.

## Biographie
Annie Vivanti est la fille d'Anselmo Vivanti, exilé italien d'origine juive, et d'Anna Lindau, écrivaine allemande. Ses oncles sont les écrivains Paul Lindau et Rudolf Lindau. Son père, alors disciple du révolutionnaire et patriote Giuseppe Mazzini, trouve alors asile politique dans la capitale britannique après les soulèvements de 1851 à Mantoue. 
Important négociant en soie, Anselmo Vivanti est la président de la Società Reduci dalle Patrie Battaglie et de la Chambre de commerce italienne de New York. La jeune femme grandit en Italie, en Angleterre, en Suisse et aux États-Unis.
En 1892, Annie Vivanti se marie avec le journaliste et avocat anglo-irlandais John Chartres. Le couple membre du Sinn Féin, soutient l'indépendance irlandaise. Annie Vivanti écrit dans ce sens des articles pour un certain nombre de journaux, et accompagne la délégation irlandaise à Versailles en 1919. Lors de la Première Guerre mondiale, elle affiche son soutien aux positions de l’Italie. Après la guerre, elle milite en faveur de Benito Mussolini dans des journaux nationalistes italiens comme Il Popolo d'Italia et L'Idea Nazionale.
En 1941, résidant en Italie, Annie Vivanti est placée en résidence surveillée en raison de ses liens avec l'Angleterre. Ses ouvrages sont également interdits en Italie en raison de sa filiation juive. Certaines sources affirment que sa fille Vivien s'est suicidée à Londres la même année, bien qu'il semble que Vivien ait été tuée lors d'un raid aérien à Londres. Peu de temps avant sa mort à Turin en 1942, Annie Vivanti Chartres se convertit au catholicisme romain. 

## Carrière littéraire

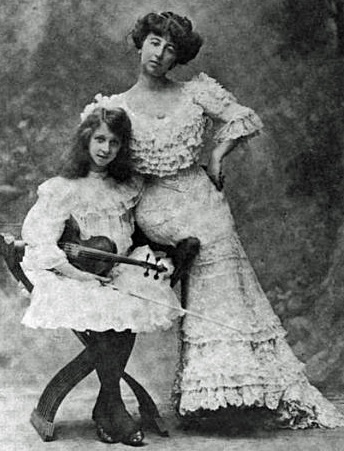
Annie Vivanti Chartres et sa fille Vivien Chartres, 1901.

En 1890, Annie Vivanti  publie Lirica, un recueil de poésie, accompagné d’une préface du poète italien Giosuè Carducci. L'année suivante, l’écrivaine publie un premier roman intitulé Marion artista di caffè concerto. Pendant près de dix-huit années, elle multiplie les allers-retours entre l’Angleterre et les États-Unis. Ses textes sont uniquement rédigés en anglais. Son œuvre la plus célèbre est The Devourers, publiée en 1910, et inspirée par sa fille, Vivien Chartres, prodige du violon. L’auteure réécrit l’ouvrage en italien sous le titre I divoratori en 1911.

## Adaptation au cinéma
- 1954 : Les Enfants de la violence (Guai ai vinti) de Raffaello Matarazzo, adapté de son roman Vae victis